# Бендер: Початок
«Бендер: Початок» (рос. Бендер: Начало) — російський комедійний фільм 2021 року режисера Ігоря Зайцева з Сергієм Безруковим, Арамом Вардеваняним і Микитою Кологривим у головних ролях. Цей фільм є приквелом до «Дванадцяти стільців» продюсерської компанії «Sreda». Прем'єра в кінотеатрах Росії відбулася 24 червня 2021 року, а на телеканалі «Росія-1» — 11 лютого 2022 року.

## Сюжет
Дія фільму відбувається в Російській імперії, охопленій Громадянською війною, в 1919 році. У серпні 1919 року до Москви приїжджає американський бізнесмен Арманд Гаммер і зустрічається з членом радянського уряду Львом Троцьким. Гаммер домовляється з Троцьким про продаж йому за мільйон доларів дорогоцінного жезла графа Рум'янцева і доставлення жезла в румунське місто Констанцу.
Троцький відправляє жезл із кур'єром на поїзді у вигадане місто Сонячноморськ для подальшого переправлення в Констанцу.
Тим часом сільські жителі збираються повісити афериста Ібрагіма Бендера. Бендеру вдається втекти та застрибнути на потяг, що проїжджав повз. Це той самий потяг, що перевозить жезл.
Юний ідеаліст Ося Задунайський та Ібрагім Бендер вирішують вкрасти дорогоцінний жезл.

## Акторський склад
- Сергій Безруков — Ібрагім Сулейман Берта-Марія Бендер-бей
- Арам Вардеванян — Остап Задунайський
- Микита Кологривий — Мішка Япончик
- Юлія Макарова — Соня Сагалович
- Таїсія Вілкова — Єва Махульська, аферистка
- Максим Белбородов — Беня
- Олександр Цекало — Марк Сагалович
- Юлія Рутберг — Мадам Сагалович
- Ольга Сутулова — Марія Федорівна Задунайська, мама Осі
- Олександр Ільїн — Мендель Вінницький, батько Мішки Япончика
- Артем Ткаченко — штабскапітан Мішин-Аметистов, військовий комендант Сонячноморська
- Іван Кокорін — Могилюк і його брат-близнюк
- Гарік Харламов — Валіадіс, господар кафе Шантан
- Олексій Дмитрієв — аферист-«барон»
- Георгій Штиль — Фукс
- Наталя Бочкарьова — Нонна Ціц
- Юрій Колокольников — Григорій Котовський
- Павло Дерев'янко — Нестор Махно
- Андрій Левін — Лев Троцький
- Ріхард Леперс — Арманд Гаммер

## Знімальна група
- Режисери-постановники: Ігор Зайцев
- Сценаристи: Олег Маловичко
- Продюсери: Варвара Авдюшко
- Генеральні продюсери: Олександр Цекало, Іван Самохвалов
- Ведучі продюсери: Олександра Ремізова, Даніла Іпполітов
- Лінійні продюсери: Анастасія Фатеєва
- Оператори: Сергій Трофімов
- Композитори: Раян Оттер

## Виробництво
Фільм знятий компанією «Sreda», що належить Олександру Цекалу, та телеканалом «Росія-1». Режисером картини став Ігор Зайцев. 24 травня 2021 року вийшов перший трейлер, який викликав неоднозначні відгуки глядачів. 24 червня відбулася прем'єра фільму. «Бендер: Початок» став першою частиною циклу, за якою пішла картина «Бендер: Золото імперії», а пізніше вийшов «Бендер: Остання афера», минаючи кінотеатри. Передбачається, що згодом буде створено єдиний серіал про Остапа Бендера.

## Сприйняття
Оглядач «Ізвестія» назвав «Бендер: Початок» «захопливим і несоромним кіно». При цьому він зазначив, що картина докорінно відрізняється від екранізацій Ільфа та Петрова і є скоріше фанфіком «Піратів Карибського моря»; Безруков тут відтворює образ Джека Спарроу, а персонаж Вардеваняна виглядає ще блідішим, ніж герой Орландо Блума в «Піратах». Відзначається і схожість із фільмом «Корона Російської імперії, або Знову невловимі».
Кінокритик видання «2×2.медіа» висловилася категорично: «І попереду цієї незручності — ще аж три частини. Цікаво, наскільки багато людей захочуть подивитись приквел легендарного комбінатора. Але ще цікавіше — скільки його захоче додивитися».